# 8 cm Raketen-Vielfachwerfer

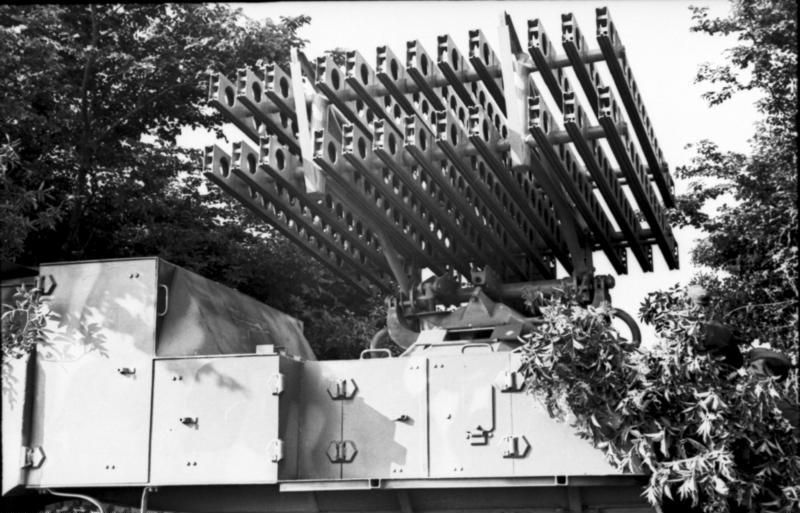
Wyrzutnia

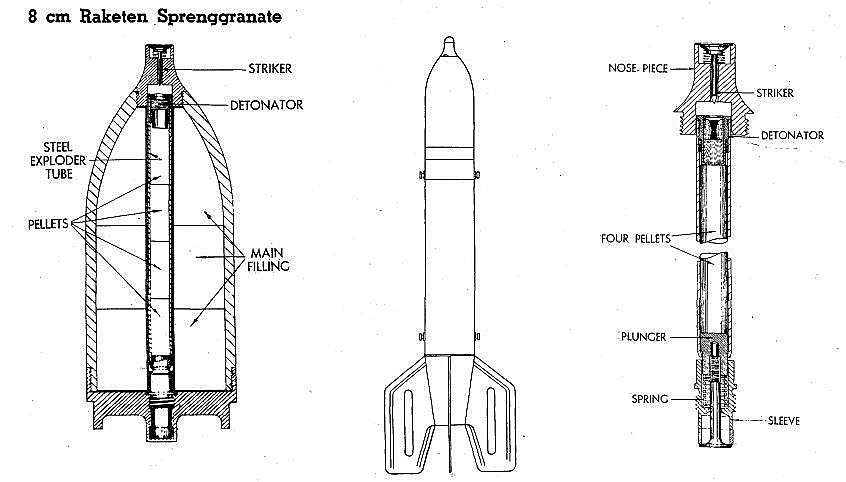
Pocisk

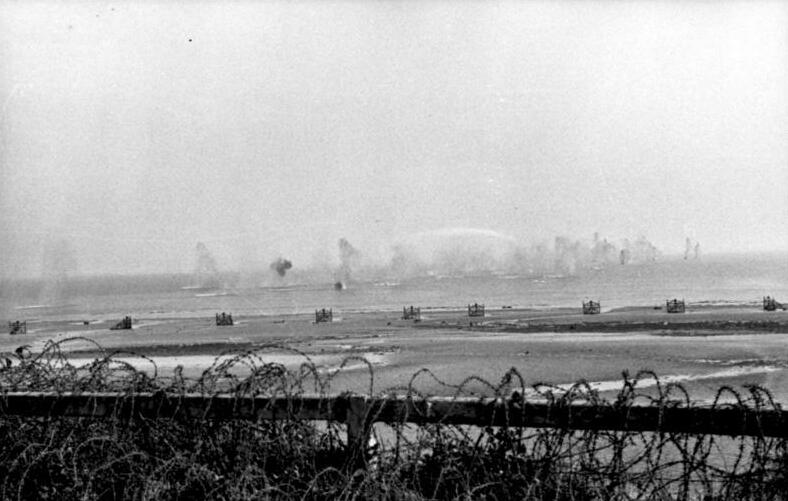
Pociski z wyrzutni 8 cm Raketen-Vielfachwerfer wpadające do morza podczas ćwiczeń w miejscowości Ouistreham w północnej Francji (1944)

8 cm Raketen-Vielfachwerfer – kopia radzieckiej wieloprowadnicowej wyrzutni rakietowej BM-8 Katiusza, produkowana w nazistowskich Niemczech podczas II wojny światowej.

## Historia
Radzieckie wyrzutnie rakietowe BM-8 Katiusza po raz pierwszy napotkane podczas operacji Barbarossa w 1941 roku, wywarły duże wrażenie na atakujących Niemcach. Wkrótce pojawiły się propozycje skopiowania katiuszy na użytek niemiecki, ale nie było zbyt wiele wolnych mocy produkcyjnych i entuzjazmu dla nowego projektu, ponieważ armia niemiecka zobowiązała się już do produkcji systemów pocisków stabilizowanych dyszami, takich jak Nebelwerfer.
Ponieważ Waffen-SS było militarnym skrzydłem Narodowosocjalistycznej Niemieckiej Partii Robotników (NSDAP), często konkurowało z Wehrmachtem o zasoby i wykorzystywało swoje polityczne wpływy do tworzenia własnej sieci dostawców spoza źródeł Wehrmachtu, aby zaopatrywać swoje wojska. Produktem tej rywalizacji o zasoby był 8 cm Raketen-Vielfachwerfer wyprodukowany w liczbie 300 egzemplarzy, który był niemal bezpośrednią kopią BM-8 i stanowił uzbrojenie głównie jednostek Waffen-SS na frontach II wojny światowej.

## Projekt

### Wyrzutnia
Wieloprowadnicowa wyrzutnia rakietowa składała się z dwóch rzędów równoległych perforowanych stalowych szyn, na których montowano pociski. Tory startowe mogły wystrzeliwać pociski niemieckie lub zdobyczne radzieckie. Szyny montowano na stalowych rurowych ramach w różnych wojskowych pojazdach. Dwa z najpopularniejszych stanowisk wyrzutni to zmodyfikowany przez inżyniera Alfreda Beckera na potrzeby Wehrmachtu francuski opancerzony półgąsienicowy SOMUA MCG, posiadający niemieckie oznaczenie S307(f) lub niemiecki półgąsienicowy pojazd Sd.Kfz. 4.

### Pocisk
Pocisk rakietowy zwany 8 cm Raketen Sprenggranate był prostym pociskiem odłamkowo-burzącym o średnicy 78 milimetrów, zasilany kordytem i stabilizowany brzechwowo, na wzór radzieckiej BM-8. Korpus był prosty i niedrogi w produkcji dzięki zastosowaniu elementów z wytłoczonej blachy, w przeciwieństwie do droższych zwężek Venturiego, stosowanych w pociskach stabilizowanych dyszami. Brzechwy niemieckiego pocisku różniące się od BM-8 zostały zamontowane pod kątem 2°, aby nadać rotację i poprawić celność.

## Porównanie pocisków
|                          | Radziecki | Niemiecki |
| ------------------------ | --------- | --------- |
| Średnica                 | 82 mm     | 78 mm     |
| Długość                  | 600 mm    | 724 mm    |
| Masa                     | 6,8 kg    | 6,9 kg    |
| Masa paliwa              | 1,1 kg    | 1,9 kg    |
| Masa ładunku wybuchowego | 0,64 kg   | 0,60 kg   |
| Prędkość                 | 340 m/s   | 290 m/s   |
| Zasięg                   | 5,9 km    | 5,3 km    |